# 바타클랑

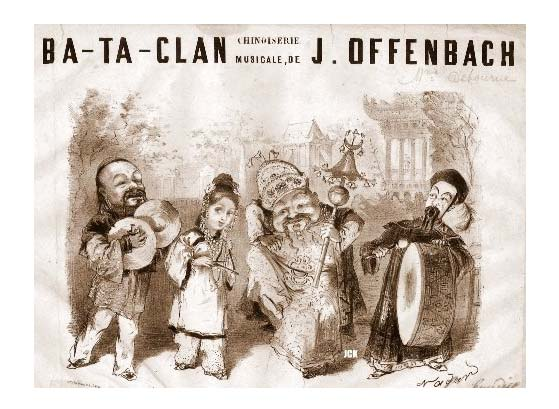

바타클랑(프랑스어: Ba-ta-clan)은 루도비크 할레비가 대본을 쓰고, 자크 오펜바흐가 음악을 만든 오페레타이다. 1855년 12월 29일 파리의 뷔페파리지앵 극장에서 초연되었다.
1864년, 이 오페레타의 이름을 딴 동명의 극장이 파리에 지어졌다.

## 같이 보기
- 바타클랑 (극장)